# Gare de Champbenoist - Poigny
La gare de Champbenoist - Poigny est une halte ferroviaire française de la ligne de Longueville à Esternay, située sur le territoire de la commune de Poigny dans le département de Seine-et-Marne en région Île-de-France. Elle est également en face du quartier Champbenoist de Provins. Il s'agit, avec la gare de Provins, de l'une des deux gares qui desservent cette ville.
C'est une halte de la Société nationale des chemins de fer français (SNCF) desservie par les trains du réseau Transilien Paris-Est (ligne P).

## Situation ferroviaire
Établie à 88 m d'altitude, la gare de Champbenoist - Poigny est située au point kilométrique (PK) 93,346 de la ligne de Longueville à Esternay entre les gares de Sainte-Colombe-Septveilles et de Provins. 
Les trains allant de Paris à Champbenoist - Poigny, puis Provins ou inversement effectuent un rebroussement en gare de Longueville pour poursuivre leur itinéraire jusqu'à destination.

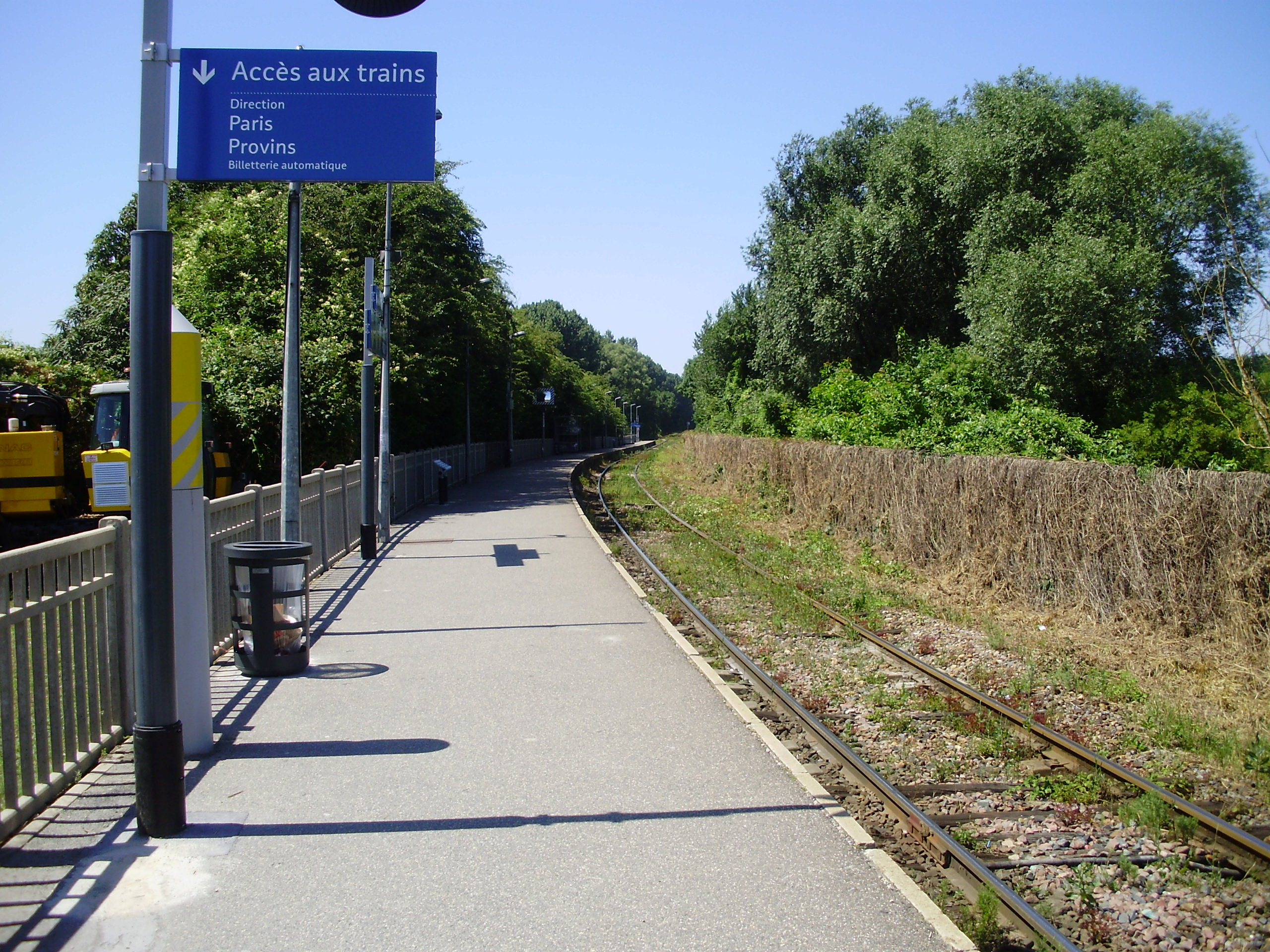
La halte avec sa voie unique et son quai.

## Histoire

### Avant la gare
À partir de la seconde partie du XXe siècle, le territoire de Provins proche de la future gare se développe rapidement. Dès la fin de la Seconde Guerre mondiale, l'implantation de nombreuses entreprises dynamise la ville. En 1974, le centre hospitalier Léon Binet est construit ainsi qu'une importante maison de retraite à Champbenoist. De plus, durant la fin du XXe siècle, plusieurs logements sont construits à Champbenoist, qui compte plus de 3 000 habitants.
La commune de Poigny ne possède pas un nombre important d'habitants (391 en 1990). Elle ne présente a priori qu'un intérêt limité. Cependant une zone d'activité fut construite en 1994 autour de la gare.
Tous ces développements rendent la zone propice à une desserte ferroviaire.

### Création de la gare
Le 30 septembre 1990, la SNCF annonçait, pour l'entrée en vigueur du service d'hiver 1990-1991, la mise en place de plusieurs améliorations de la desserte de Provins. Celles-ci comportaient tout d'abord, la création, du lundi au vendredi, d'un train Paris (7 h 40) - Provins (8 h 59), puis le prolongement de la desserte de 5 h 16 à 6 h 33 en supprimant l'arrêt à Gretz-Armainvilliers pour diminuer le temps de trajet, et l'augmentation du nombre de places assises avec le remplacement des rames. Enfin, il y eut la création d'un nouvel arrêt sur la ligne Longueville - Esternay, à la périphérie de Provins, nommé Champbenoist - Poigny, amélioration qui n'était plus survenue sur la ligne depuis 1902 et qui permettait aux nouveaux quartiers comme celui de Champbenoist à Provins d'être desservis par une gare plus proche.

## Fréquentation
De 2015 à 2022, selon les estimations de la SNCF, la fréquentation annuelle de la gare s'élève aux nombres indiqués dans le tableau ci-dessous.
| Année     | 2015    | 2016    | 2017    | 2018    | 2019    | 2020    | 2021    | 2022    |
| --------- | ------- | ------- | ------- | ------- | ------- | ------- | ------- | ------- |
| Voyageurs | 196 027 | 204 274 | 211 940 | 215 765 | 220 552 | 105 983 | 144 147 | 182 176 |

## Service des voyageurs

### Accueil
Halte SNCF, c'est un point d'arrêt non géré (PANG) à entrée libre, disposant d'un abri et d'automates pour l'achat et le compostage des billets. Des distributeurs automatiques de billets Transilien sont disponibles devant l'aubette qui est équipée de bornes de validation des cartes et tickets. 

### Desserte
Champbenoist - Poigny est desservie par les trains de la ligne P du Transilien (réseau Paris-Est). 
Les trains de cette ligne desservent, entre autres, les communes de Provins, Sainte-Colombe, Longueville, Nangis, Mormant, Verneuil-l'Étang et Paris. 
La gare est proche du terminus sud-est de la ligne P du Transilien (réseau Paris-Est) assurant la relation Paris-Est - Provins. Les trains de cette ligne desservent, entre autres, les communes de Poigny, Sainte-Colombe, Longueville, Nangis, Mormant, Verneuil-l'Étang et Paris. En semaine, les premiers trains arrivent dans la gare à 5 h 19 et les derniers trains arrivent à 0 h 05. Le samedi, le dimanche et les jours fériés, les trains arrivent dans la gare de 5 h 49 à 0 h 05. La fréquence des circulations est d'un train toutes les 30 minutes durant les heures de pointe, sinon d'un train toutes les heures. Il faut
1 h 10 à 1 h 20 pour aller de Champbenoist-Poigny à Paris et 4 minutes de Champbenoist-Poigny à Provins qui est un des trajets les plus importants d'Île-de-France.

### Intermodalité
La gare est desservie par les lignes 3201, 3208, 3219 et 7707 du réseau de bus Provinois - Brie et Seine.

## Projets
Un projet d'électrification entre la gare de Longueville et la gare de Provins est prévu pour les objectifs de service 2015 - 2030 de la SNCF. La ligne serait électrifiée avec la partie Gretz-Armainvilliers - Troyes de la ligne Paris - Mulhouse. Cette opération est inscrite partiellement aux CPER des régions Champagne-Ardenne et Île-de-France. Les objectifs de ce projet sont la modernisation et l'amélioration de la qualité de l’offre sur les relations Paris – Provins (et Paris – Troyes).
La SNCF compte aussi installer des écrans du système d'informations Infogare de la gare de Verneuil-l'Étang à la gare de Provins ainsi que dans l'ensemble des gares Transilien P.

## Galerie de photographies

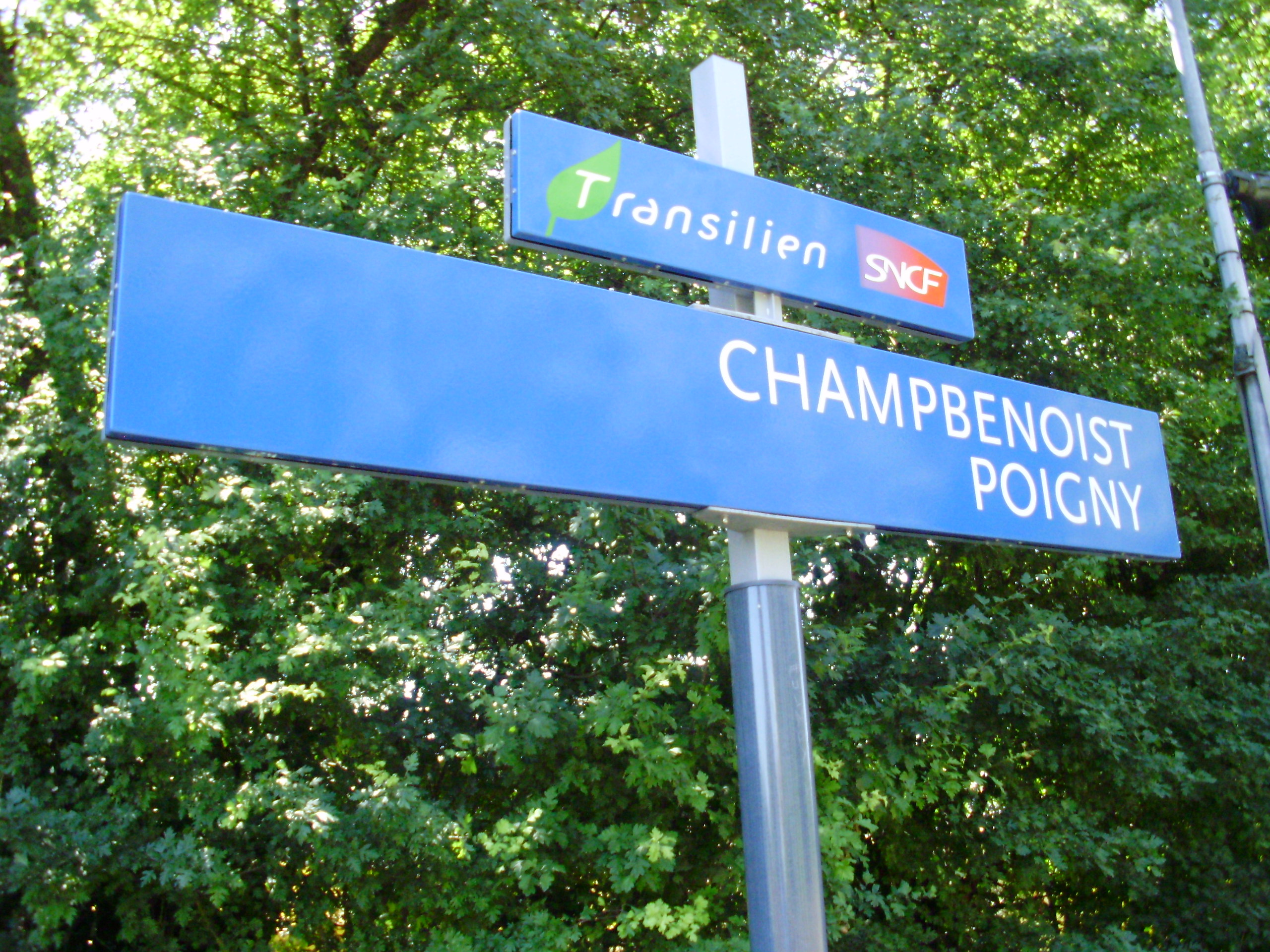
Panneau d'indication du nom de la gare.
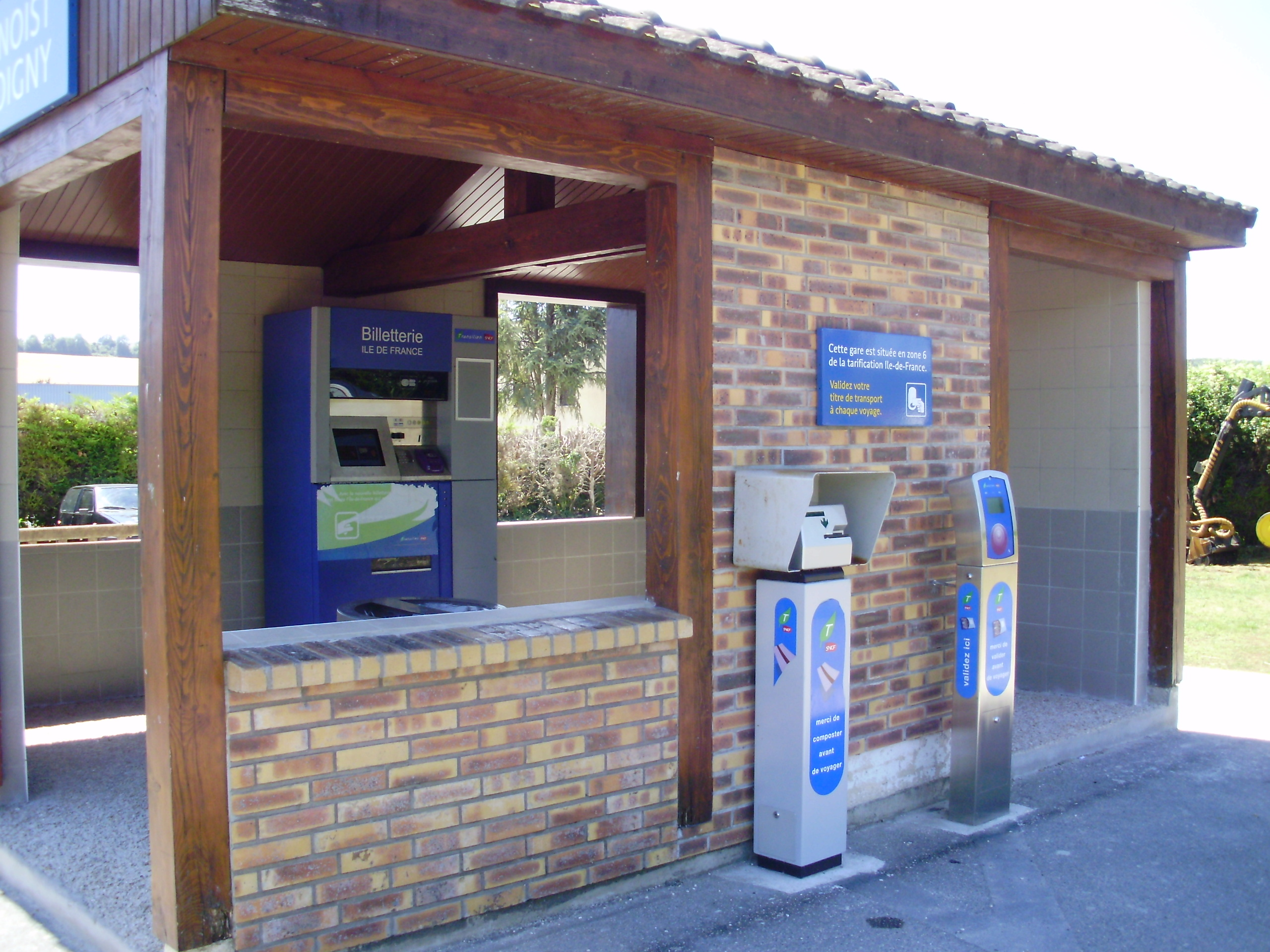
Abri du distributeur de billets servant aussi de salle d'attente.
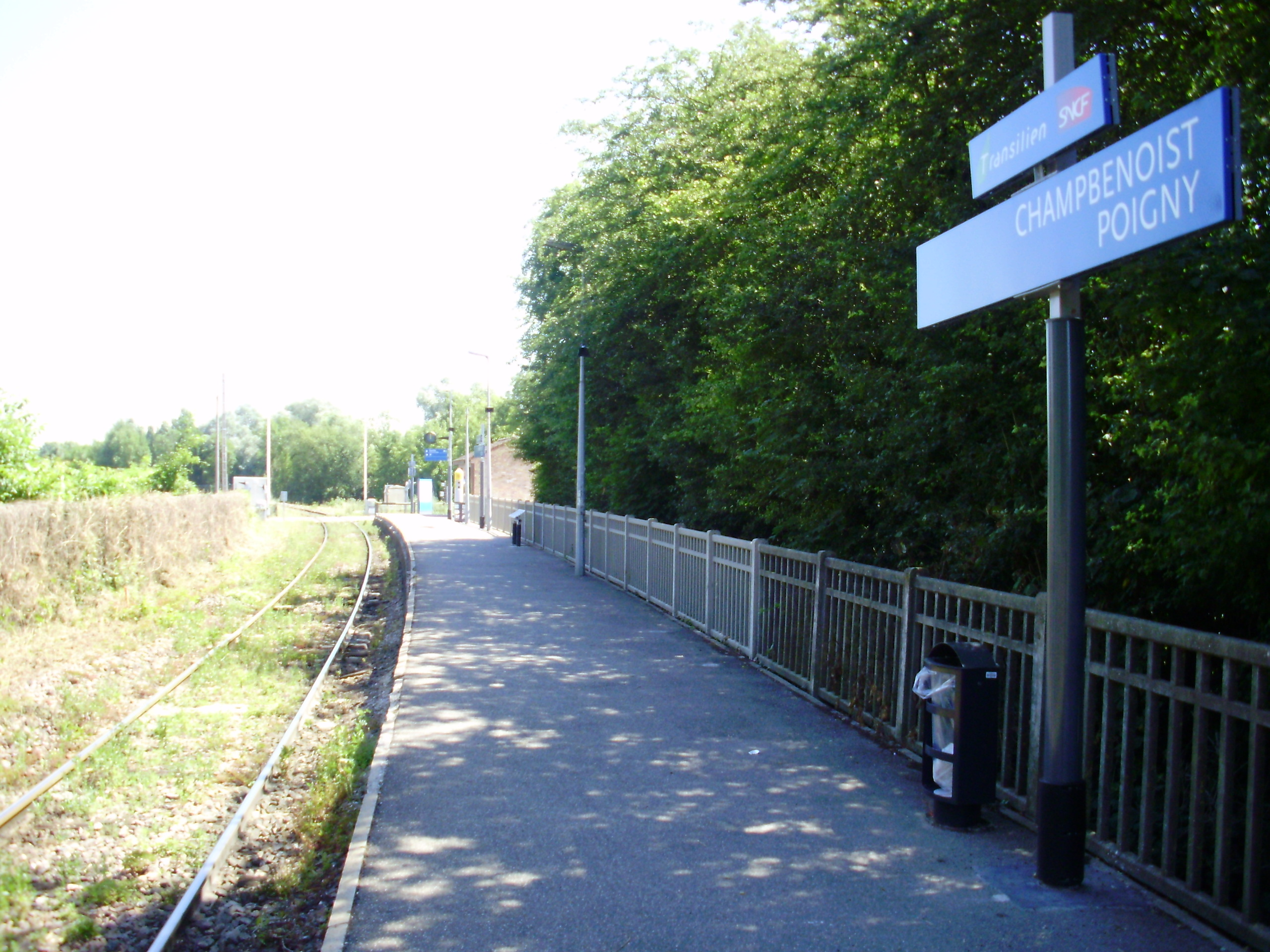
Voie et quai.